# أجناسيو مانويل التاميرانو
أجناسيو مانويل التاميرانو (بالإسبانية: Ignacio Manuel Altamirano)‏ روائي مكسيكي، من أصل هندي غير مخلط ولد ولاية غيريرو في المكسيك في 1834. ظل أمياً إلى الرابعة عشرة، ثم تعلم فأصبح من أقوى دعاة العلم والحرية في بلده. بعد قتل مكسميلان أصبح شخصية هامة في إعادة تنظيم الجمهورية أيام جوريس. رأس تحرير جريدة المكسيك الأولى، ولكنه صور الطبيعة في المكسيك بشعره.ويصور في روايتيه كليمنسيا عادات المكسيكيين وتقاليدهم، ورواية عيد الميلاد في الجبال. وتوفي في سانريمو في إيطاليا عام 1893.